# Hayling
Hayling (ang. Hayling Island) – wyspa w południowej Anglii, w hrabstwie Hampshire, w dystrykcie Havant, położona u wybrzeża kanału La Manche, pomiędzy zatoką Langstone Harbour na zachodzie i Chichester Harbour na wschodzie.
Wyspa ma powierzchnię 15,90 km². W 2011 roku liczyła 17 379 mieszkańców. Głównym skupiskiem ludności jest położone w południowej części wyspy miasto South Hayling. Ze stałym lądem wyspę łączy most drogowy, prowadzący na północ, w stronę miasta Havant. Prom pasażerski kursuje między Hayling a sąsiednią wyspą Portsea (część miasta Portsmouth).
Wyspa jest ośrodkiem turystyki i uznawana jest za kolebkę windsurfingu.